# Bandera de Armenia
La bandera nacional de Armenia consiste de tres franjas horizontales del mismo ancho, roja la superior, azul la central y naranja la inferior. El Sóviet Supremo Armenio adoptó la bandera actual el 24 de agosto de 1990. la Ley de la Bandera Nacional de Armenia fue aprobada por el Parlamento Armenio el 15 de junio de 2006.
Hubo diversas variantes de la bandera armenia a través de la historia. En tiempos antiguos, las dinastías armenias fueron representadas por diferentes animales simbólicos expuestos en sus banderas. En el siglo XX, varias banderas soviéticas representaron la nación armenia.

## Simbolismo
El significado de los colores ha sido interpretado de numerosas maneras. Sin embargo, muchos están de acuerdo en que el rojo representa la sangre derramada por los soldados armenios en la guerra, el azul por el cielo armenio y el amarillo anaranjado representa el atardecer.
El significado oficial de los colores, como dice la Constitución de la República de Armenia, es:

El rojo simboliza las montañas armenias, la continua lucha del pueblo armenio por la supervivencia, el mantenimiento de la fe cristiana, la independencia y libertad de Armenia. El azul simboliza la voluntad del pueblo de Armenia de vivir bajo cielos pacíficos. El amarillo anaranjado simboliza el talento creativo y la naturaleza trabajadora de Armenia.

## Diseño
Dado que el gobierno de Armenia no especifica las tonalidades exactas de rojo, azul y naranja, existen dos versiones de la bandera que son de uso común. La más común tiene tonos brillantes, mientras que la menos común los tiene más opacos, porque:
- La primera franja es de color carmesí de alizarina.
- La segunda franja es de color índigo.
- La tercera franja es de color clementina.

La tabla siguiente da un aproximado en valores hexadecimales de los colores usados en ambas versiones:
|         | La versión más común | La versión menos común |
| ------- | -------------------- | ---------------------- |
|         | Bandera de Armenia   |                        |
| Rojo    | #D90012              | #D81C3F                |
| Azul    | #0033A0              | #5575F4                |
| Naranja | #F2A800              | #EF6B00                |

## Historia

Dinastía artáxida 189 a. C. - 1 d. C.

No existe parecido entre la primera bandera armenia de la antigüedad y la tricolor actual. Las banderas pasadas mostraban un dragón, un águila o algunos objetos misteriosos de los dioses (a veces un león). Las banderas eran sujetadas a las astas y guiaban a los ejércitos en la batalla. Con la llegada del Cristianismo, el Imperio Armenio adoptó diferentes banderas representado a varias dinastías. La bandera de la Dinastía artáxida, por ejemplo, consistía en una tela roja mostrando dos águilas mirándose una a la otra, separadas por una flor.

### SigloXIX

Diseño de Alishan en 1885. Ratio: 1:2

Después de que Armenia se dividiera entre los imperios persa y otomano, la idea de una bandera de Armenia dejó de existir durante algún tiempo. No obstante, el tema resurgió en 1885, cuando la Asociación de Estudiantes de Armenia en París quería sumarse a los funerales de Victor Hugo con una bandera nacional e hicieron un llamamiento a un sacerdote católico armenio, (el Padre Ghevont Alishan) para diseñar una. El primer diseño fue muy similar a la actual bandera de Armenia. Sin embargo, parecía más una variación de la actual bandera de Bulgaria. La banda roja simbolizaba el primer domingo de Pascua, seguida por una banda verde para representar a la "Verde" Domingo de Pascua y, por último, el color blanco elegido de manera arbitraria para completar la combinación. Mientras que en Francia, Alishan también diseñó una segunda bandera, identificada hoy como el "Marcar nacionalista armenio". También fue una tricolor, pero, a diferencia del anterior diseño, este fue un modelo vertical similar a la bandera tricolor francesa. Sus colores son el rojo, el verde y el azul, de izquierda a derecha.

### República Democrática Federal de Transcaucasia

Bandera de la República Democrática Federal de Transcauscasia (1918). Ratio: 2:3

En 1828, la Armenia persa fue anexionada al Imperio ruso después de la última guerra ruso-persa, y llegó a ser conocida como Ruso-Armenia. Cuando se derrumbó el imperio ruso, Ruso-Armenia proclamó su independencia y se unió a la efímera República Federativa de Transcaucasia Democrática, junto con Georgia y Azerbaiyán. Este Estado unificado apenas duró un año y pronto se disolvió. Como la república fue de corta duración, no utilizó banderas ni símbolos. No obstante, algunos historiadores consideran que la bandera horizontal oro, negro y rojo, similar a la de la bandera alemana, pero ordenados de otra manera, ha sido la bandera de Transcaucasia.
La federación se disolvió el 26 de mayo de 1918, cuando declaró su independencia la República Democrática de Georgia. Armenia y Azerbaiyán declararon su independencia dos días más tarde, el 28 de mayo de 1918, como República Democrática de Armenia (DRA) y República Democrática de Azerbaiyán (ADR), respectivamente.

### República Democrática de Armenia

Bandera de la República Democrática de Armenia (DRA) 1918–1922. Flag Ratio: 2:3

Después de la independencia, la República Democrática de Armenia aprobó la moderna bandera tricolor. Con la aparición del Consejo Nacional Armenio bajo Stepan Malkhasyan, el gobierno armenio independiente seleccionó los colores del último período de la Dinastía Rubenida: rojo, azul y amarillo. El color amarillo fue sustituido inmediatamente por el naranja, ya que se fusiona mejor con los demás colores y presenta una composición más agradable. La bandera de la Armenia independiente tenía entonces una proporción de 2:3, pero el 24 de agosto de 1990, cuando el Consejo Supremo de Armenia la adoptó como bandera de la República de Armenia, la relación pasó a ser de 1:2.

### Armenia soviética y la Transcaucasia soviética

Bandera de la República Socialista Federativa Soviética de Transcaucasia 1922–1936.

El 29 de noviembre de 1920, los bolcheviques establecieron la República Socialista Soviética de Armenia. Se presentó y fijó una nueva bandera en la Constitución aceptada el 2 de febrero de 1922 por el Primer Congreso de los Soviets de la RSS de Armenia.
Esta bandera sólo existió durante un mes, porque el 12 de marzo la República Socialista Soviética de Armenia —unida con las Repúblicas Socialistas Soviéticas de Azerbaiyán y Georgia— formaron la República Socialista Federativa Soviética de Transcaucasia abreviadamente RSFST. El 30 de diciembre de 1922, la Transcaucasia Soviética se convirtió en una de las cuatro repúblicas soviéticas que se unieron para formar la Unión Soviética. La bandera de la república tenía una hoz y un martillo insertados en una estrella con las iniciales "Z - S - F - R - S", escrita en ruso "Sovetskaya Zakavkazskaya Federativnaya Socialisticheskaya Respublika" o "República Socialista Federativa Soviética Transcaucásica". En 1936, la TSFSR se dividió en sus tres regiones, que fueron llamadas la República Socialista Soviética de Georgia, la República Socialista Soviética de Armenia y la República Socialista Soviética de Azerbaiyán.

### Bandera de la República Socialista Soviética de Armenia

Bandera de la República Socialista Soviética de Armenia 1952–1991. Proporciones de la bandera 1:2

En 1921, el Ejército Rojo ocupó Armenia y estableció la República Socialista Federativa Soviética de Transcaucasia como parte de la Unión Soviética, en 1922. En esa época, se usó una bandera roja con las letras ЗССРФС (siglas en alfabeto cirílico de la RSFST) en amarillo en la esquina superior izquierda.
Como una de las repúblicas de la URSS, la República Socialista Soviética de Armenia presentó su primera bandera en 1936. Muy parecidas a la bandera de la Unión Soviética, que era rojo y amarillo con una hoz y un martillo en el ángulo. Debajo, aparece "H - Kh - S - H", iniciales escritas en la escritura armenia Serif. Estas iniciales, en la variedad occidental del idioma armenio, representan la "Haykakan Khorhurtayin Sodzialistakan Hanrapetutyun," o la "República Socialista Soviética de Armenia." En el decenio de 1940, la bandera fue cambiada para usar el idioma armenio oriental que se habla en la República. Las iniciales se transformaron en "H - S - R - S", que significa "Hayastani Sovetakan Sotsialistikakan Respublika", en la pronunciación oriental de Armenia. En 1952, se presentó una nueva bandera. Las iniciales se eliminaron por completo y en su lugar se añadió una franja azul horizontal. Esta bandera se mantuvo inalterada hasta 1991, cuando Armenia obtuvo su independencia de la Unión Soviética, y la tricolor anterior a la Unión Soviética fue inmediatamente restaurada. La tricolor había sido utilizada anteriormente por los movimientos nacionales de Armenia en 1990, antes de que Armenia declarara su independencia.

Bandera de Artsaj

La actual bandera de Armenia sirvió como base para la bandera de Artsaj, región de Azerbaiyán que se declaró independiente en 1991, pero que no fue reconocida internacionalmente como tal. Esta región está habitada por población de origen armenio, lo que explica la influencia en la bandera.
Artsaj fue disuelta formalmente el 1 de enero de 2024, reintegrándose a Azerbaiyán .

## Uso

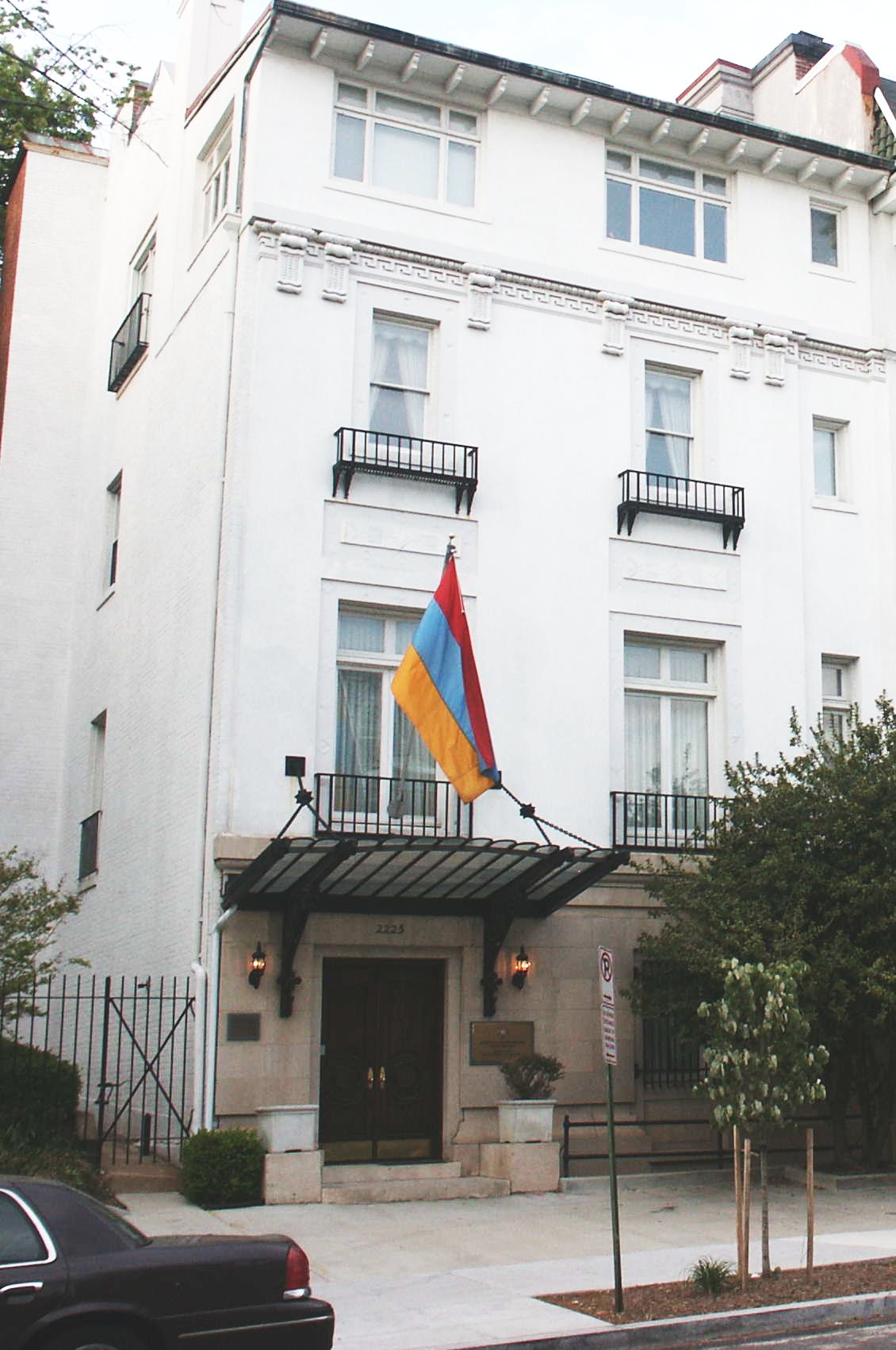
La bandera ondeando en la Embajada de Armenia en Washington D. C.

La ley concerniente a la bandera nacional de Armenia que se izará diariamente por:
- Edificios públicos
- La sede de la presidencia de Armenia
- La Asamblea Nacional de Armenia
- La Corte Constitucional de Armenia
- Oficinas de los órganos que representan a Armenia

La ley permite que ciudadanos comunes icen la bandera en sus casas siempre que sea a más de 2,5 metros (98,42’’) sobre el nivel del suelo. También prohíbe el uso de banderas sucias, manchadas o empañadas.

### Días de la Bandera
La muestra diaria de la bandera de Armenia es alentada, pero legalmente requerida en los días señalados a continuación:
- 1 de enero, 2 de enero – Año nuevo
- 6 de enero – Navidad
- 8 de marzo – Día Internacional de la Mujer
- 7 de abril – Día de la Maternidad y la Belleza
- 24 de abril – Día del Recuerdo del Genocidio Armenio, 1915
- 1 de mayo – Día del Trabajador
- 9 de mayo – Día de la Victoria y la Paz
- 28 de mayo – Día de la Primera República Armenia, 1918
- 5 de julio – Día de la Constitución, 1995
- 21 de septiembre – Día de la Independencia, 1991
- 7 de diciembre – Día del Recuerdo del Terremoto de Spitak, 1988

## Influencias
El 2 de junio de 1992, la autoproclamada república de Nagorno Karabaj adoptó una bandera sobre la base de la tricolor armenia: rojo, azul y amarillo anaranjado, añadiendo dos franjas dentadas (como nudos de alfombra) que desde los vértices del extremo se unen en el centro a un tercio del borde exterior. El patrón blanco simboliza la actual separación entre Artsakh (Nagorno-Karabaj) y Armenia y su posible aspiración a la unión con "la patria". La proporción de la bandera es de 1:2 del ancho al largo, la misma que la de la tricolor armenia.
Además de la bandera de Nagorno-Karabaj, los colores de la bandera armenia han influido en el diseño de la bandera de los Juegos Panarmenios. En el centro de la bandera azul claro hay seis anillos, derivados de los anillos olímpicos. El sexto, el anillo de color amarillo anaranjado, con el interruptor rojo y azul anillos, que simbolizan Armenia. Por encima de los anillos hay una llama con los colores de la bandera armenia.
La bandera nacional se menciona también en la canción Mer Hayrenik, el himno nacional de Armenia. En concreto, la segunda y la tercera estrofas se refieren a la creación de la bandera nacional:
He aquí hermano, una bandera para ti
Que yo he hecho con mis manos
En noches sin dormir
Lavada con mis lágrimas.
(repetir las dos líneas anteriores)
Mira, ella tiene tres colores;
Un simple símbolo santificado.
Puede centellear antes el enemigo,
¡Puede Armenia florecer siempre!
(repetir las dos líneas anteriores)